# سفيري كيلي
سفيري كيلي (بالنرويجية البوكمول: Sverre Kile)‏ (مواليد 17 مايو 1953) هو سبّاح نرويجي، مثّل بلاده في الألعاب الأولمبية الصيفية 1972.

## روابط خارجية
سفيري كيلي على موقع أوليمبيديا (الإنجليزية)